# Kaggundi, Piriyapatna
Kaggundi là một làng thuộc tehsil Piriyapatna, huyện Mysore, bang Karnataka, Ấn Độ.